# 미니어처 핀셔

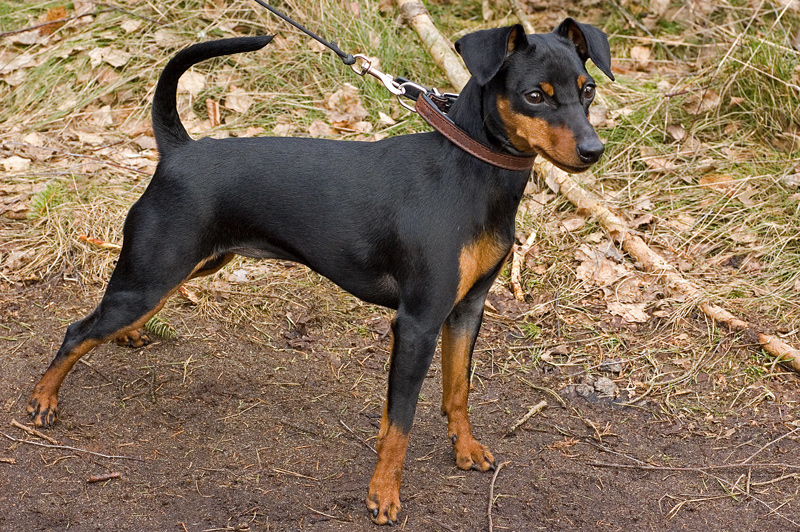
미니어처 핀셔

미니어처 핀셔(Miniature Pinscher) 또는 미니핀은 반려견의 한 품종이다.

## 특징
털이 짧은 단모종으로, 검은색과 황갈색의 혼합 또는 붉은 빛이 나는 갈색이다. 26-30cm의 작은 몸집을 갖고 있다. 낯선사람을 물 정도로 사납고, 주인에 대한 충성심이 강하며, 똑똑하다. 그래서 미니핀을 오래 키우다보면 주인이 붙여준 이름은 물론, 자주 쓰는 말도 알아듣는다. 또한 성격이 밝고 활달해서 주인과 외출하기를 좋아하며, 말처럼 발을 높이 들고 뛰는 습관때문에 뛸때마다 경쾌한 발소리가 난다. 또한 털이 짧아 추위를 잘 탄다. 수명은 최고 14년이다.
이 소형견은 발을 높이 올리면서 걷는 것이 특징으로 최근 미국에서 광범위한 인기를 얻고 있지만, 1900년 이전만 해도 독일 이외의 곳에서는 거의 알려지지 않았다. 도베르만의 축소판처럼 보이기도 하지만 유전적으로는 아무런 관련이 없다.

## 질병
미니어처 핀셔가 걸리기 쉬운 질병은 간경화, 폐암, 탈구, 피부병, 백내장, 당뇨병, 방광암, 슬개골 탈구,레그 페르테스병 등이 있다.

## 같이 보기
- 치와와